# Донат, Анна
Анна Юлия Донат (венг. Donáth Anna Júlia, род. 6 апреля 1987, Будапешт) — венгерский политический деятель. В прошлом — председатель партии «Моментум» (2024, 2021—2022), заместитель председателя партии (2018—2021), депутат Европейского парламента (2019—2024, член группы «Обновляя Европу»).

## Биография
Родилась 6 апреля 1987 года в Будапеште, столице Венгрии, в семье Ласло Доната (Donáth László) и Ильдико Мунтаг (Muntag Ildikó). Она младшая из трёх братьев и сестёр. Её отец Ласло Донат — пастор и бывший член Национального собрания от Венгерской социалистической партии. Её дед по отцовской линии, Ференц Донат  (Donáth Ferenc) был юристом и одним из трёх секретарей Центрального комитета Венгерской социалистической рабочей партии во время Венгерского восстания 1956 года.
Окончила гимназию имени Вереша Петера в Бекашмедьере в Будапеште. Изучала социологию в Будапештском университете, а также миграцию и этнические исследования в Амстердамском университете. После окончания учёбы прошла стажировку в Европейской комиссии, а затем вернулась в Венгрию, чтобы стать менеджером проекта в неправительственной организации (НКО) Menedék, помогающей мигрантам. Она присоединилась к молодёжному Движению Моментум в 2016 году и стала вице-президентом партии в июне 2018 года. Донат была кандидатом на парламентских выборах в Венгрии в 2018 году, на которых партия не получила ни одного места в парламенте.
В декабре 2018 года принимала участие в массовых протестах против изменений трудового законодательства, так называемого «закона о рабстве», предполагающего резкое повышение сверхурочных часов работы. Была задержана во время акции протеста.
По результатам выборов 2019 года избрана депутатом Европейского парламента. Была второй в списке партии Движение Моментум и избрана вместе с Каталин Чех. 29 мая 2019 года отказалась от депутатской неприкосновенности, защищающей от судебного преследования по делу о протестах против «закона о рабстве».
21 ноября 2021 года на партийном съезде избрана президентом Движения Моментум. Основатель и лидер Движения Андраш Фекете-Дьёр ушёл в отставку в октябре, после того как в первом туре предварительных выборов, организованных оппозицией для выдвижения единого кандидата на парламентских выборах 2022 года, получил 3,4% голосов, инициировал вотум доверия и не получил его. Временно  исполняющей обязанности президента стала вице-президент Анна Орос. Свои кандидатуры на съезде выдвинули Анна Орос, Анна Донат и Габор Холлаи, депутат совета округа Будапешт XVI. Анна Донат получила 57% голосов, Анна Орос — 29%, Габор Холлаи — 14%.
9 мая 2022 года объявила, что ждёт ребенка и поэтому не будет баллотироваться на переизбрание президентом партии. 29 мая новым президентом избран Ференц Геленчер.
28 января 2024 года снова избрана председателем партии на безальтернативных выборах, сменила Ференца Геленчера, который объявил об уходе в декабре 2023 года.
На выборах в Европейский парламент 9 июня 2024 года возглавила список партии, не была переизбрана.
10 июня 2024 года подала в отставку с поста председателя партии. Новым председателем 8 июля избран Мартон Томпош.